# تب خون‌ریزی‌دهنده ویروسی
تب‌های خون‌ریزی‌دهندهٔ ویروسی (VHFها) گروه متنوعی از بیماری‌های حیوانی و انسانی هستند که در آن تب و خونریزی ناشی از عفونت ویروسی است. تب‌های خون‌ریزی‌دهندهٔ ویروسی می‌تواند توسط پنج خانوادهٔ مجزا از آران‌ای ویروس‌ها ایجاد شوند: خانواده‌های فیلوویریده، فلاوی‌ویریده، ویرویس‌های میله‌ای، و چندین خانواده از راستهٔ بانیاویرالز مانند آرناویریده و هانتاویریده.
همگی انواع تب‌های خون‌ریزی‌دهندهٔ ویروسی با تب و اختلالات خون‌ریزی، مشخص می‌شوند و در بسیاری از موارد می‌توانند به تب شدید، شوک و مرگ منتهی شوند. برخی از عوامل تب‌های خون‌ریزی‌دهندهٔ ویروسی باعث بیماری‌های نسبتاً خفیف می‌شوند. برخی دیگر مانند ویروس ابولا می‌توانند باعث بیماری‌های شدید و مرگبار شوند.

## نشانه‌ها
نشانه‌های تب‌های خون‌ریزی‌دهندهٔ ویروسی شامل تب و خونریزی و موارد زیر است:
- برافروختگی صورت و قفسهٔ سینه، لکه‌های کوچک قرمز یا بنفش (پتشی)، خونریزی، ورم ناشی از ادم، فشار خون پایین و شوک گردش خون.
- کسالت، درد عضلانی، سردرد، استفراغ و اسهال اغلب رخ می‌دهد.

شدت علائم بسته به نوع ویروس متفاوت است. «سندرم تب‌های خون‌ریزی‌دهندهٔ ویروسی» (نشت مویرگی، دیاتز خونریزی، و اختلال در گردش خون که منجر به شوک می‌شود) در اکثر افراد مبتلا به تب‌های خونریزی‌دهندهٔ فیلوویروسی (مانند ابولا و ویروس ماربورگ)، تب خونریزی‌دهنده کریمه-کنگو (CCHF) و تب‌های خون‌ریزی‌دهندهٔ ویروسی آمریکای جنوبی ناشی از Arenaviruses قابل مشاهده است. این سندرم اما تنها در اقلیت کوچکی از بیماران مبتلا به تب دنگی یا تب دره ریفت نیز مشاهده می‌شود.

## علل
پنج خانواده از آران‌ای ویروس‌ها به‌عنوان عامل ایجاد تب‌های خونریزی‌دهنده، شناخته شده‌اند.
- راستهٔ بانیاویرالز شامل خانواده‌های فیموویریده، آرناویریده و تمامی اعضای خانوادهٔ پیشین بانیاویریده به‌ویژه Peribunyaviridae

- خانوادهٔ آرناویریده شامل ویروس‌های مسئول تب لاسا (ویروس لاسا)، ویروس لوجو در آرژانتین (ویروس جونین)، بولیوی (ویروس ماچوپو)، برزیل (ویروس سابیا)، تب خونریزی‌دهندهٔ چاپار (ویروس چاپار)، ونزوئلا (ویروس گواناریتو) و تب‌های خونریزی‌دهندهٔ وایت‌واتر آرویو ویروس.
- خانوادهٔ پیشین بانیاویریده شامل:

- عوامل ایجادکنندهٔ تب خونریزی‌دهنده به همراه سندرم کلیوی (HV-HFRS) (هانتاویریدا)،
- ویروس تب خونریزی‌دهنده کریمه-کنگو (CCHF) از سردهٔ Orthonairovirus (Nairoviridae)،
- ویروس گاریسا و ویروس ایلشا از سردهٔ Orthobunyavirus (Peribunyaviridae) و
- ویروس تب دره ریفت (RVF) از سردهٔ Phlebovirus (Phenuiviridae)).

- خانوادهٔ فیلوویریده (راستهٔ مونو نگا ویرالس) شامل ویروس ابولا و ویروس ماربورگ
- خانوادهٔ فلاوی‌ویریده (راستهٔ Amarillovirales) شامل تب دنگی، تب زرد و دو ویروس در گروه آنسفالیت منتقله از کنه است که باعث تب‌های خون‌ریزی‌دهنده می‌شوند: ویروس تب خونریزی‌دهندهٔ Omsk و ویروس بیماری جنگل کیاسانور.
- خانوادهٔ توگاویریده (راستهٔ Martellivirales) شامل ویروس چیکونگونیا که باعث تب چیکونگونیا می‌شود.
- خانوادهٔ ویرویس‌های میله‌ای (راستهٔ مونو نگا ویرالس): در سپتامبر ۲۰۱۲ دانشمندان، جداسازی یکی از اعضای خانوادهٔ ویرویس‌های میله‌ای را گزارش کردند که مسئول ۲ مورد مرگبار و ۲ مورد غیرکشندهٔ تب خونریزی‌دهنده در ناحیهٔ باس در جمهوری دموکراتیک کنگو بود. نام این ویروس Bas-Congo virus است. موارد غیرکشنده در کارکنان مراقبت‌های بهداشتی درگیر در درمان دو مورد دیگر رخ داده‌است که احتمال انتقال فر به فرد را نشان می‌دهد.[۱] این ویروس‌ها مربوط به سرده‌های Epheerovirus و Tibrovirus هستند.

پاتوژنی که باعث اپیدمی کوکولیزتلی در مکزیک در سال‌های ۱۵۴۵ و ۱۵۷۶ شد، هنوز ناشناخته است و همه‌گیری ۱۵۴۵ ممکن است به‌جای ویروس، باکتریایی بوده باشد.

## پاتوفیزیولوژی
ویروس‌های تب‌های خونریزی‌دهندهٔ مختلف به روش‌های مختلفی روی بدن اثر می‌گذارند و در نتیجه، علائم متفاوتی دارند. در اکثر آن‌ها، این احتمال وجود دارد که مکانیسم‌های متعددی در ایجاد علائم، از جمله آسیب کبدی، انعقاد درون‌رگی منتشر (DIC) و اختلال عملکرد مغز استخوان نقش داشته باشند. در DIC، لخته‌های خون کوچک در رگ‌های خونی در سراسر بدن تشکیل می‌شوند و پلاکت‌های لازم برای لخته شدن خون را از جریان خون خارج می‌کنند و توانایی لخته شدن را کاهش می‌دهند. تصور می‌شود که DIC باعث خونریزی در تب درهٔ ریفت، ماربورگ و تب ابولا می‌شود. برای تب‌های خون‌ریزی‌دهندهٔ فیلوویروسی، چهار مکانیسم کلی بیماری‌زایی وجود دارد. نخستین مکانیسم انتشار ویروس به‌دلیل پاسخ‌های سرکوب‌شده توسط ماکروفاژها و سلول‌های دندریتیک (سلول‌های ارائه‌دهندهٔ آنتی‌ژن) است. مکانیسم دوم جلوگیری از پاسخ ایمنی اختصاصی آنتی‌ژن است. مکانیسم سوم آپوپتوز لنفوسیت‌ها است. مکانیسم چهارم زمانی است که ماکروفاژهای آلوده با سایتوکاین‌های سمی تعامل داشته و منجر به دیاپدیز و کم شدن میزان انعقاد می‌شوند.
از منظر عروقی، ویروس‌های مرتبط با تب‌های خونریزی‌دهنده، سلول‌های اندوتلیال عروقی را آلوده می‌کنند و منجر به سازمان‌دهی مجدد کمپلکس VE-cadherin catenin (یک پروتئین مهم در چسبندگی سلولی) می‌شوند. این سازمان‌دهی مجدد باعث ایجاد شکاف‌های بین سلولی در سلول‌های اندوتلیال می‌شود. شکاف‌ها منجر به افزایش نفوذپذیری اندوتلیال می‌شود و اجازه می‌دهد خون از سیستم گردش خون عروقی خارج شود.
دلایل تنوع در میان بیماران آلوده به یک ویروس خاص، ناشناخته است، اما از یک سیستم پیچیده از فعل و انفعالات ویروس-میزبان ناشی می‌شود. تب دنگی در طول عفونت دوم با افزایش وابسته به آنتی‌بادی، بدخیم‌تر می‌شود. پس از نخستین عفونت، ماکروفاژها آنتی‌بادی‌هایی را روی غشای سلولی خود نشان می‌دهند که مخصوص ویروس دنگی است. با اتصال به این آنتی‌بادی‌ها، ویروس‌های دنگی ناشی از عفونت دوم بهتر می‌توانند ماکروفاژها را آلوده کنند، بنابراین توانایی دستگاه ایمنی برای مبارزه با عفونت را کاهش می‌دهند.

## تشخیص
تشخیص قطعی معمولاً در یک آزمایشگاه مرجع با قابلیت‌های حفاظتی پیشرفته انجام می‌شود. یافته‌های پژوهش‌های آزمایشگاهی بین ویروس‌ها تا حدودی متفاوت است، اما به‌طور کلی، کاهش در تعداد کل گلبول‌های سفید (به‌ویژه لنفوسیت‌ها)، کاهش تعداد پلاکت‌ها، افزایش میزان آنزیم‌های کبدی در خون و کاهش لخته شدن خون مشاهده می‌شود. افزایش همزمان زمان پروترومبین (PT) و زمان نسبی ترومبوپلاستین فعال (PTT) نیز قابل مشاهده است.
هماتوکریت ممکن است بالا باشد. اوره و کراتین خون، ممکن است افزایش یابد، اما این موضوع، بستگی به وضعیت هیدراتاسیون بیمار دارد. گاهی مدت خون‌ریزی نیز افزایش می‌یابد.

## پیشگیری
به استثنای واکسن تب زرد و واکسن ابولا، واکسنی برای ویروس‌های مرتبط با تب‌های خون‌ریزی‌دهنده معمولاً در دسترس نیست. استفادهٔ پیشگیرانه از ریباویرین می‌تواند پس از قرار گرفتن افراد در معرض برخی ویروس‌ها از جمله برخی از عفونت‌های بانیاویروسی و آرناویروسی مؤثر باشد.
همگی بیماران مبتلا به تب‌های خون‌ریزی‌دهندهٔ ویروسی (به استثنای بیماران مبتلا به تب دنگی) باید با استفاده از اقدامات احتیاطی شدید تماسی مانند بهداشت دست، دستکش، روپوش، پوشش کفش و پا، محافظ صورت یا عینک، مراقبت شوند. ویروس‌های لاسا، CCHF، ابولا و ماربورگ ممکن است به‌ویژه مستعد گسترش بیمارستانی باشند. اقدامات احتیاطی شامل حداقل یک ماسک تنفسی مجهز به فیلتر هپا (مانند ماسک N95)، یک ماسک تنفسی تصفیه‌کنندهٔ هوا با انرژی باتری یا یک ماسک تنفسی توسط پرسنلی که در فاصلهٔ ۱٫۸ متری بیمار مبتلا به تب خون‌ریزی‌دهندهٔ ویروسی قرار دارند رعایت شود. گروه‌هایی از بیماران باید در یک ساختمان جداگانه یا یک بخش با سیستم هوادهی مجزا قرنطینه شوند. حذف آلودگی‌های احتمالی محیطی معمولاً با هیپوکلریت (برای مثال، مواد سفیدکننده) یا ضدعفونی کننده‌های فنلی انجام می‌شود.

## مدیریت
بیماران آلوده به تب‌های خونریزی‌دهندهٔ ویروسی ممکن است به مراقبت‌های حمایتی شدید نیاز داشته باشند. درمان ضدویروسی با ریباویرین داخل وریدی ممکن است در درمان عفونت‌های بانیاویریده و آرناویریده (به‌ویژه تب لاسا، RVF ,CCHF و HFRS) مفید باشد. اینترفرون‌ها ممکن است در تب‌های خونریزی‌دهندهٔ آرژانتین یا بولیوی مؤثر باشند.

## همه‌گیری‌ها
- Cocoliztli در مکزیک در سال ۱۵۴۵ و ۱۵۷۶[۷][۸][۹][۲][۱۰]
- همه‌گیری بزرگ تب زرد در سال ۱۷۹۳ در فیلادلفیا، ایالات متحده. نزدیک به ۱۰ درصد از جمعیت ۵۰٬۰۰۰نفری فیلادلفیا بر اثر این بیماری جان خود را از دست دادند.
- مکامبو در گابن محل شیوع چندین بیماری ناشی از ویروس ابولا است.
- روستاهای دوربا و واتسا در استان اورینتال، جمهوری دموکراتیک کنگو کانون شیوع بیماری ویروسی ماربورگ در سال‌های ۱۹۹۸–۲۰۰۰ بودند.
- استان اویگه در آنگولا محل شیوع دیگری از بیماری ویروسی ماربورگ در سال ۲۰۰۵ بود که بزرگ‌ترین شیوع این بیماری تا به امروز است.[۱۱]
- شیوع نوعی تب خونریزی‌دهنده در روستایی در جمهوری دموکراتیک کنگو که در اوت ۲۰۰۷ آغاز شد و طی آن، ۱۰۳ نفر (۱۰۰ بزرگسال و سه کودک) جان باختند.
- تب خونریزی‌دهندهٔ ویروسی، یکی از دلایل احتمالی طاعون آتن در طول جنگ پلوپونز است.[۱۲]
- تب خونریزی‌دهندهٔ ویروسی یک نظریهٔ جایگزین در مورد علت مرگ سیاه و طاعون ژوستینین است.[۱۳]
- شیوع اولیهٔ ویروس Lujo در سپتامبر تا اکتبر ۲۰۰۸ باعث مرگ ۴ یا ۵ بیمار شد.[۱۴]
- همه‌گیری ویروس ابولا در آفریقای غربی در سال ۲۰۱۴، که بزرگ‌ترین همه‌گیری این ویروس، در تاریخ بود.

## پتانسیل جنگ زیستی
ویروس‌های خونریزی‌دهنده، به روش‌های مختلفی پخش می‌شوند. برخی از آن‌ها ممکن است از راه تنفسی به انسان منتقل شوند. به‌گفتهٔ کِن علیبک از شوروی، دانشمندان شوروی به این نتیجه رسیده بودند که چین ممکن است در اواخر دههٔ ۱۹۸۰ تلاش کرده باشد تا یک ویروس خونریزی‌دهنده را به جنگ‌افزار میکروبی تبدیل کند، اما پس از شیوع بیماری، این کار را متوقف کرد. برنامه‌ریزان پزشکی نظامی این ویروس‌ها را دارای پتانسیل انتشار هواپخش، ساخت جنگ‌افزار یا احتمال تشابه آن‌ها با سایر عوامل بیولوژیک می‌دانند.